# Dicranella mexicana
Dicranella mexicana là một loài rêu trong họ Dicranaceae. Loài này được Besch. A. Jaeger mô tả khoa học đầu tiên năm 1880.